# Opéra italien
L'opéra italien correspond à la tradition de l'opéra en Italie, de ses ouvrages et des moyens mis à la disposition de sa mise en scène, ainsi qu'à leur diffusion et leur influence dans les autres pays. L'Italie est le berceau de ce genre lyrique et scénique et la tradition de l'opéra en Italie est une des plus importantes d'Europe. L'opéra italien apparaît au tout début du xviie siècle au même moment que la musique baroque et reste prédominant jusqu'à la fin du xixe siècle. Il est notamment caractérisé par une mise en avant de l'expressivité et de l'affectif sur le rationnel.

## Genèse
L'opéra italien apparaît en même temps que l'opéra en tant que genre musical car les premiers ouvrages écrits aujourd'hui considérés ainsi sont composés à la toute fin du xvie siècle à Florence. Bien qu'il soit délicat de déterminer définitivement un début, les historiens bornent généralement la naissance de l'opéra, et donc de l'opéra italien, au 6 octobre 1600, date de la première représentation de Euridice, ouvrage lyrique de Jacopo Peri, sur un poème d’Ottavio Rinuccini. Ainsi, né au même moment que la musique baroque, les deux genres se mêlent immédiatement et forment l'opéra baroque, rendant la confusion avec l'opéra italien évident.

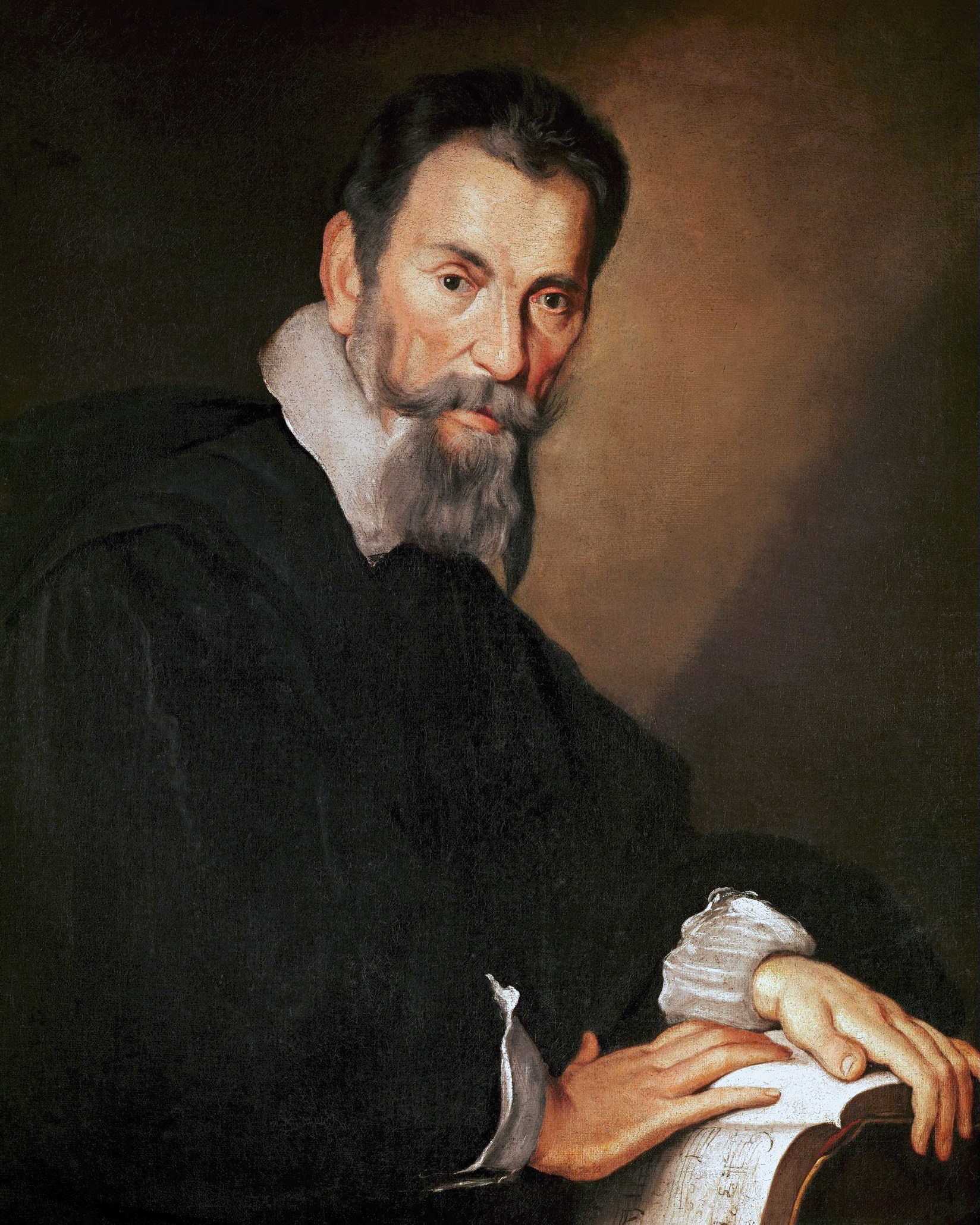
Claudio Monteverdi, par Bernardo Strozzi, vers 1630.

C'est avec Claudio Monteverdi que l'opéra italien fait ses premières armes : le compositeur recherche l'alliance entre le texte et la musique. La tradition lyrique comprend des oratorio et des cantates, mais l'opéra vient apporter une dimension scénique et spectaculaire inédite, tout en apportant des nouveautés stylistiques telles que la monodie accompagnée. Son premier opéra, L'Orfeo, créé en 1607, s'y conforme, et ses opéras suivants confirment Claudio Monteverdi comme le premier compositeur d'opéra complet.
Par ailleurs, l'opéra italien trouve l'origine de son ampleur en dehors de Florence, grâce à l'ouverture du Teatro San Cassiano à Venise en 1637, premier théâtre payant. Celui-ci joue Andromeda, opéra de Francesco Manelli, marquant ainsi l'influence naissante de ce nouveau genre, et est la clé de voûte de sa diffusion dans le reste de l'Italie et de l'Europe.
Dans un premier temps, l'opéra se veut confidentiel et est surtout réservé à des salons privés, joué devant de petits publics et complètement à l'écart du peuple : le premier opéra, Euridice de Jacopo Peri, est joué en 1600 devant Henri IV, roi de France, et de Marie de Médicis, à l'occasion de leur mariage. L'opéra italien s'exporte par la suite très vite à l'étranger pour devenir l'unique représentant du genre au cours du siècle, imposant notamment sa langue pour la composition, hormis en France, qui privilégie son propre genre : la tragédie lyrique.
L'opéra italien est caractérisé tout au long de son existence par une préséance de l'expressivité et de l'affectif sur le rationnel : l'affeto, en italien. Il représente aujourd'hui l'essentiel du répertoire lyrique international.

## Historique et figures principales

### xviiesiècle

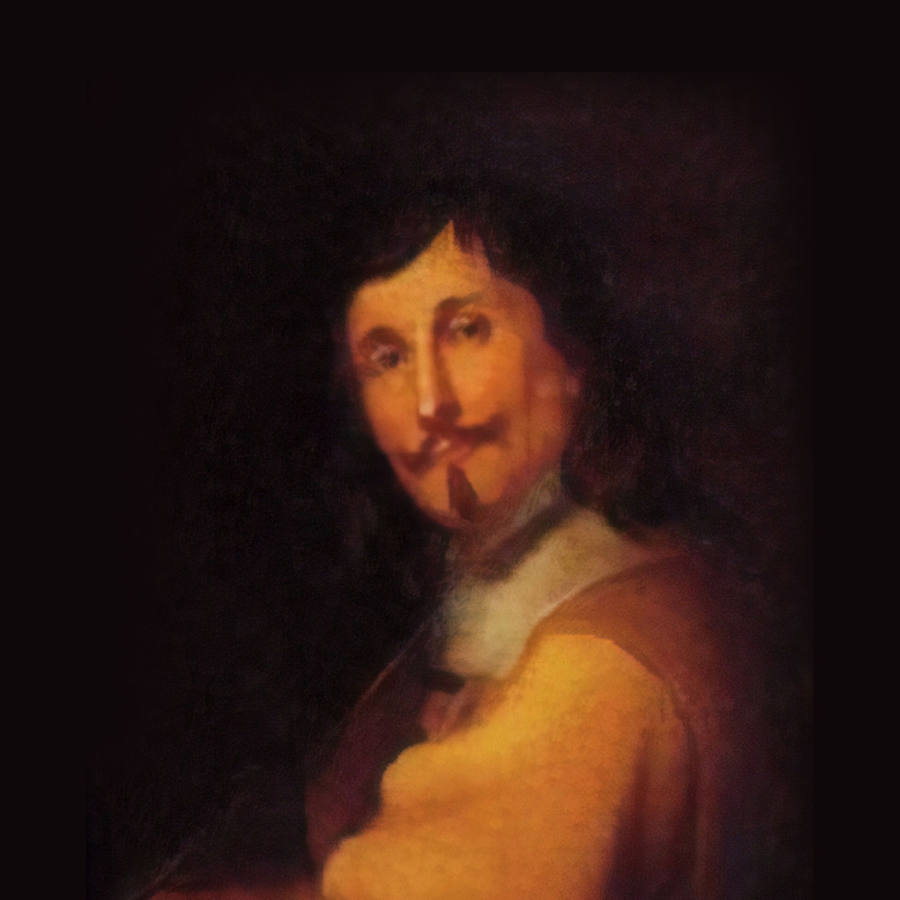
Luigi Rossi

L'opéra italien, divisé en deux zones géographiques avec d'un côté, Florence, Mantoue et Rome, berceau du genre et de l'autre, Venise, se l'appropriant. Cette première aire défend un opéra « de cour », privilégié par les familles dominantes à des fins notamment politiques, et la seconde met l'accent sur l'aspect spectaculaire du genre, préférant l'exploiter commercialement.
La Famille Barberini joue un rôle dans le développement du genre durant le siècle, en particulier à Rome. Par l'impulsion des princes de la famille, neveux du pape Urbain VIII, elle fait construire dans son palais un théâtre qui accueillent des grands spectacles. Il est inauguré en 1624 par le compositeur Domenico Mazzocchi avec son ouvrage La Catena d’Adone, suivis par des compositeurs tels que Luigi Rossi ou encore Stefano Landi avec Il Sant'Alessio, premier opéra structuré en un prologue et trois parties. Virgilio Mazzocchi, dont les comédies en musique y sont représentées, fonde dans la même ville une école de compositeurs-chanteurs. La mort du pape prive la famille de son appui et son remplaçant, Innocent X, la chasse de la ville.

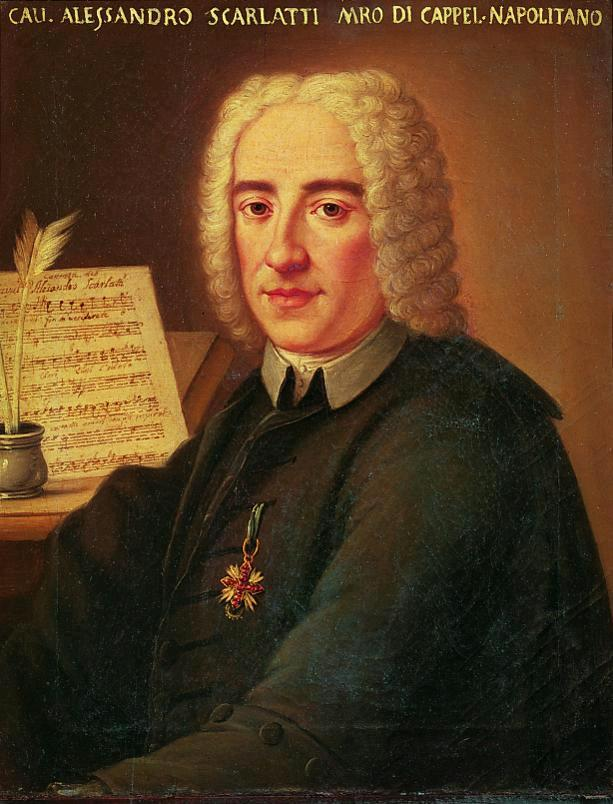
Alessandro Scarlatti (portrait anonyme, vers 1720).

La première salle de théâtre payante ouvre à Venise en 1637, le théâtre San Cassiano, suivie par trois autres salles de représentation les années suivantes. Un intérêt soudain pour l'opéra fait se démultiplier les ouvertures de théâtres et les représentations d'ouvrages sur les scènes : en tout, ce sont 357 œuvres qui sont montées jusqu'à la fin du siècle et la ville de Bologne compte jusqu'à soixante scènes privées.
L'opéra à ses débuts met l'accent sur le chant monodique et la déclamation. Une évolution dans le style se fait déjà sentir entre l'époque de L'Orfeo du début du siècle et les ouvrages tardifs de Claudi Monteverdi, tels que Il ritorno d’Ulisse in patria de 1640 et L’incoronazione di Poppea de 1642 : les arias sont plus proéminents et mélodiques que le style récitatif originel. Francesco Cavalli, élève de Monteverdi, bien que conservateur du style de son maître, fait encore évoluer le genre : le récitatif se transforme en un arioso, chant davantage mélodique. En parallèle, Pietro Cesti, élève de Giacomo Carissimi, rend populaire le grand spectacle à l'opéra avec des ouvrages tels que Il pomo d’oro de 1668, d'une durée de huit heures, qui mélange chant et ballet.
L'école napolitaine de la fin du siècle influence le genre de l'opéra qui se poursuit sur le xviiie siècle, avec des compositeurs tels que Francesco Provenzale ou Nicola Porpora mais surtout Alessandro Scarlatti qui écrit pas moins de cent quinze opéras dans le tournant des deux siècles.

### xviiiesiècle

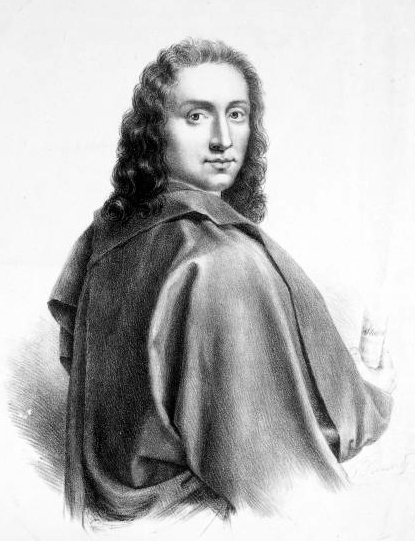
Jean-Baptiste Pergolèse, par Vincenzo Roscioni

L'opéra italien se scinde en deux styles lors de ce siècle, avec d'un côté le genre de l'opera seria et de l'autre l'opera buffa : le premier met en scène des personnages héroïques et place l'action au sein des grandes mythologies, tandis que le second se veut plus léger et comique. L'opéra buffa voit le jour avec l'intermezzo La serva padrona de Jean-Baptiste Pergolèse, créé en 1733, et à l'origine du conflit artistique français de la Querelle des Bouffons.
Le langage musical de cette période fait naître l'opéra à numéros qui fait alterner les récitatifs et les airs. En effet, la déclamation laisse la place à un chant qui prend de plus en plus d'envergure, entrecoupé de récitatifs. Par ailleurs, ce siècle connaît ensuite un accroissement de l'importance du chanteur, prédominant sur scène, au-dessus de l'orchestre ou des chœurs, s'isolant du reste de la partition, afin d'y mieux ressortir. Les artistes lyriques exigent des paies élevées et l'archétype du chanteur est alors le castrat, représenté notamment par Farinelli et Caffarelli. 
L'opéra italien, malgré une diffusion réussie dans toute l'Europe, connaît une forte résistance en France : le milieu artistique français refuse de s'italianiser et va donc proposer sa propre forme d'opéra, la tragédie lyrique. Seulement, avant de subir ce rejet, l'opéra italien arrive à y trouver une place pendant deux décennies grâce au cardinal Jules Mazarin, entre 1645 et 1662, pendant qu'il est principal ministre d'État. Plusieurs ouvrages italiens voient le jour en France, tels que La finta pazza de Francesco Sacrati, représenté en 1645 ou Egisto de Marco Marazzoli et Virgilio Mazzocchi, monté en 1646, mais la première création italienne en France est Orfeo de Luigi Rossi, en mars 1647. L'opéra italien n'arrive cependant pas s'imposer dans les cours françaises et l'arrivée de Jean-Baptiste Lully à la Surintendance de la musique le chasse définitivement au profit de sa version française. 
Si ce siècle connaît encore l'opéra de manière confidentielle, réservé aux cours et salons, le siècle suivant voit s'ouvrir le genre aux salles populaires au travers de l'État et des municipalités à cause notamment du fait de l'élévation importante de coûts que représentent des ouvrages de cet envergure, galvanisés de plus par le besoin croissant de spectacles grandioses.

### xixesiècle

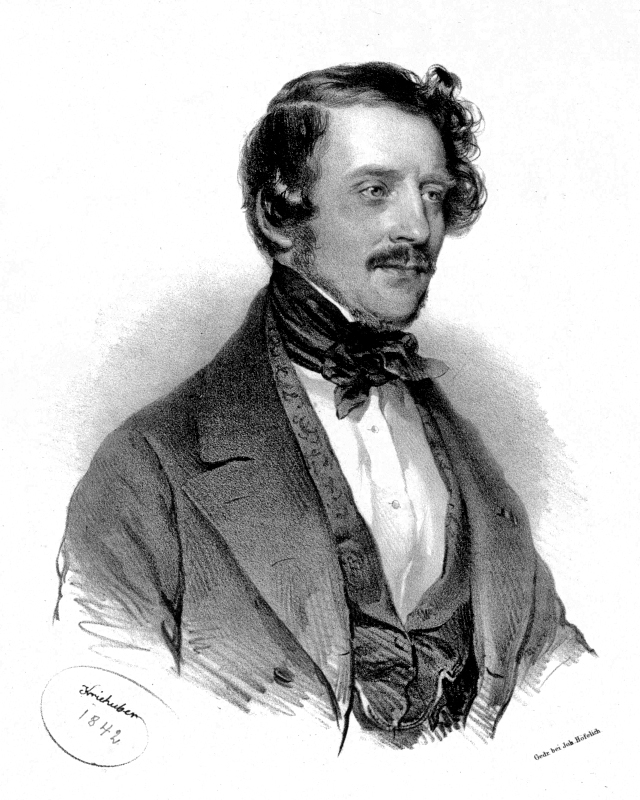
Gaetano Donizetti, par Joseph Kriehuber, 1842.

Ce siècle connaît une scission de l'opéra entre le genre seria et le drame, qui va mener à l'apparition de l'opéra romantique. Le langage musical évolue depuis la clarté et l'aisance du chant vers un style plus puissant et virtuose. Gioachino Rossini est le compositeur d'opéra principal de la première moitié du siècle, avec une quarantaine d'ouvrages écrits, du genre buffa avec Le Barbier de Séville créé en 1815 au genre seria avec Tancredi, de 1822. Le compositeur fait évoluer le langage musical de l'opéra italien en proposant notamment une continuité dramatique de l'action et de la musique et abandonne le récitatif accompagné d'un seul instrument pour le faire chanter avec tout l'orchestre. L'apport du compositeur dans l'opéra italien se mesure également à l'aune de son utilisation du bel canto, technique de chant impliquant la virtuosité du chanteur, en particulier au niveau du timbre. 
À la suite de Gioachino Rossini, deux compositeurs dominent également la scène dans la première moitié du siècle : Vincenzo Bellini et Gaetano Donizetti. Ces deux compositeurs vont reprendre à leur compte la technique du bel canto en essayant d'y appliquer une ligne mélodique plus épurée afin de gagner en expressivité. Le premier explore davantage la mélodie en laissant les airs s'allonger, comme dans Norma, créé 1831, tandis que le premier, d'un style plus populaire, recherche la rapidité et l'aisance, par exemple avec L'elisir d'amore, de 1832.
La seconde moitié verra surtout l'apogée de l'œuvre de Giuseppe Verdi, dans une sorte de second souffle du romantisme, bien qu'elle s'inscrive durant tout le siècle et démontre une évolution constante au cours de celui-ci. Les ouvrages du compositeur vont servir malgré lui à des fins politiques, exaltant le sentiment nationaliste du public, et créer ainsi une espèce de mythologie nationale. Ses opéras traversent cependant les frontières et domine les scènes lyriques de l'Europe dans les années 1850 avec des opéras tels que Rigoletto, créé en 1851, Il trovatore de 1853 ou encore La traviata, en 1853. Giuseppe Verdi, avec son style de composition, participe à la disparition progressive du duo air-récitatif au profit d'une continuité dramatique.

### xxesiècleetxxiesiècle

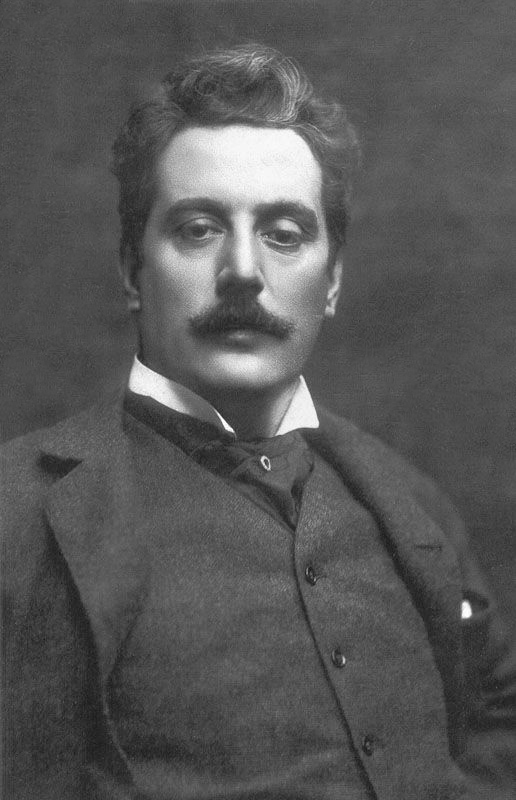
Giacomo Puccini

Débutant sa carrière à la fin du siècle précédent, Giacomo Puccini entame le xxe siècle avec vigueur et devient le principal représentant de l'opéra italien en explorant l'esthétique vériste. Davantage populaire, ce genre inspire plusieurs compositeurs tels que Pietro Mascagni avec Cavalleria rusticana, créé en 1890, Ruggero Leoncavallo, avec Pagliacci de 1892, et surtout Giacomo Puccini avec La Bohème, en 1896. Par la suite, ce dernier ouvre la voie vers de nouvelles formes stylistiques teintées d'exotisme avec des ouvrages tels que Madame Butterfly, créé en 1904 et Turandot, de 1926. Ceux-ci contribuent définitivement à écarter la forme alternée avec récitatif et de l'opéra à numéros pour installer définitivement la possibilité d'une mélodie continue que l'on retrouve chez Claude Debussy.
Par la suite, l'opéra italien, à l'instar du genre en général, perd de l'influence et est de plus en plus ignoré, voire décrié, par les commentateurs puis les musiciens, l'estimant trop routinier et pas assez exigeant en termes de recherche esthétique. Le xxe siècle éclipse petit à petit les ouvrages italiens et il y a peu de nouveaux opéras composés qui s'imposent en salles. La seconde moitié du siècle redécouvre l'opéra et parallèlement ces ouvrages italiens de l'apogée du xixe siècle et en enregistre de nombreux et se réimpose dans le répertoire. Cependant, l'opéra en Italie reste à la traîne, malgré la popularité renouvelée que connaissent ses ouvrages. 

## Influence
Au mois de mars 2022, le gouvernement italien dépose une demande auprès de l'Unesco, afin de proposer l'opéra italien à l'inscription au Patrimoine culturel immatériel,.